# 帯広信用金庫
帯広信用金庫（おびひろしんようきんこ、英語：The Obihiro Shinkin Bank）は、北海道帯広市に本店を置く信用金庫である。

## 概要
2016年度現在、十勝総合振興局の7自治体（帯広市・浦幌町・上士幌町・鹿追町・新得町・大樹町・陸別町）の指定金融機関である。1998年北海道拓殖銀行が破綻し、同銀行を指定金融機関に指定していた帯広市から、指定金融機関として指名される（同様に指定していた幕別町、本別町は北洋銀行を指定した）。また旧忠類村の収納事務取扱金融機関であったが、2006年2月6日に幕別町に合併後は、幕別町の指定金融機関である北洋銀行が指定され、幕別町の収納代理金融機関のままとなった。
2016年3月時点で、預金高は6,804億円と北海道内の信金では旭川信金に次ぐ2位。1985年から旭川信金を抜きトップとなっていたが、2002年に旭川信金が富良野信金を合併しトップに返り咲くと、そのまま2位となっている。同時期の自己資本比率は18.35%と旭川信金（16.39%）を上回っているが、稚内信金（62.80%）には大きく水をあけられている。
帝国データバンク札幌支店がまとめた2015年の道内メインバンク調査によると、銀行を含む金融機関では北洋銀行、北海道銀行に続き3位、信用金庫では旭川信金を抑えトップである。
十勝総合振興局のみに絞って営業活動に重点を置いているため、十勝総合振興局以外への店舗進出が消極的である。十勝総合振興局以外では、釧路総合振興局の釧路市および白糠町を営業エリアとしているが、支店はない。2009年7月現在、本支店35店舗中、帯広市が17店舗と帯広市内に支店の半数が集中しており、町内に2店舗あるのは、音更町と清水町のみ。また十勝総合振興局で店舗がない自治体は、池田町・更別村である。
2009年6月5日より、三島信用金庫と静岡空港開港と共に新千歳空港便就航を機に、人材交流を含めた業務提携を締結した。

## 沿革[2]
- 1916年5月 - 無限責任帯広信用組合として設立。初代会長は、高倉安次郎。
- 1920年 - 有限責任帯広信用組合に改組。
- 1951年 - 信用金庫に転換、帯広信用金庫に改組。
- 1971年 - 釧路市・白糠町・音別町（現・釧路市）に業務地区を拡大。
- 2021年4月1日 - この日より未利用口座管理手数料を新設した[3]。
- 2023年11月28日 - この日から磁気の影響を受けにくい新しい通帳（Hi-Co通帳）を取扱開始した（Hi-Co通帳に対応していない信用金庫ATMではHi-Co通帳は使えない。）[4]。

## ATMサービス

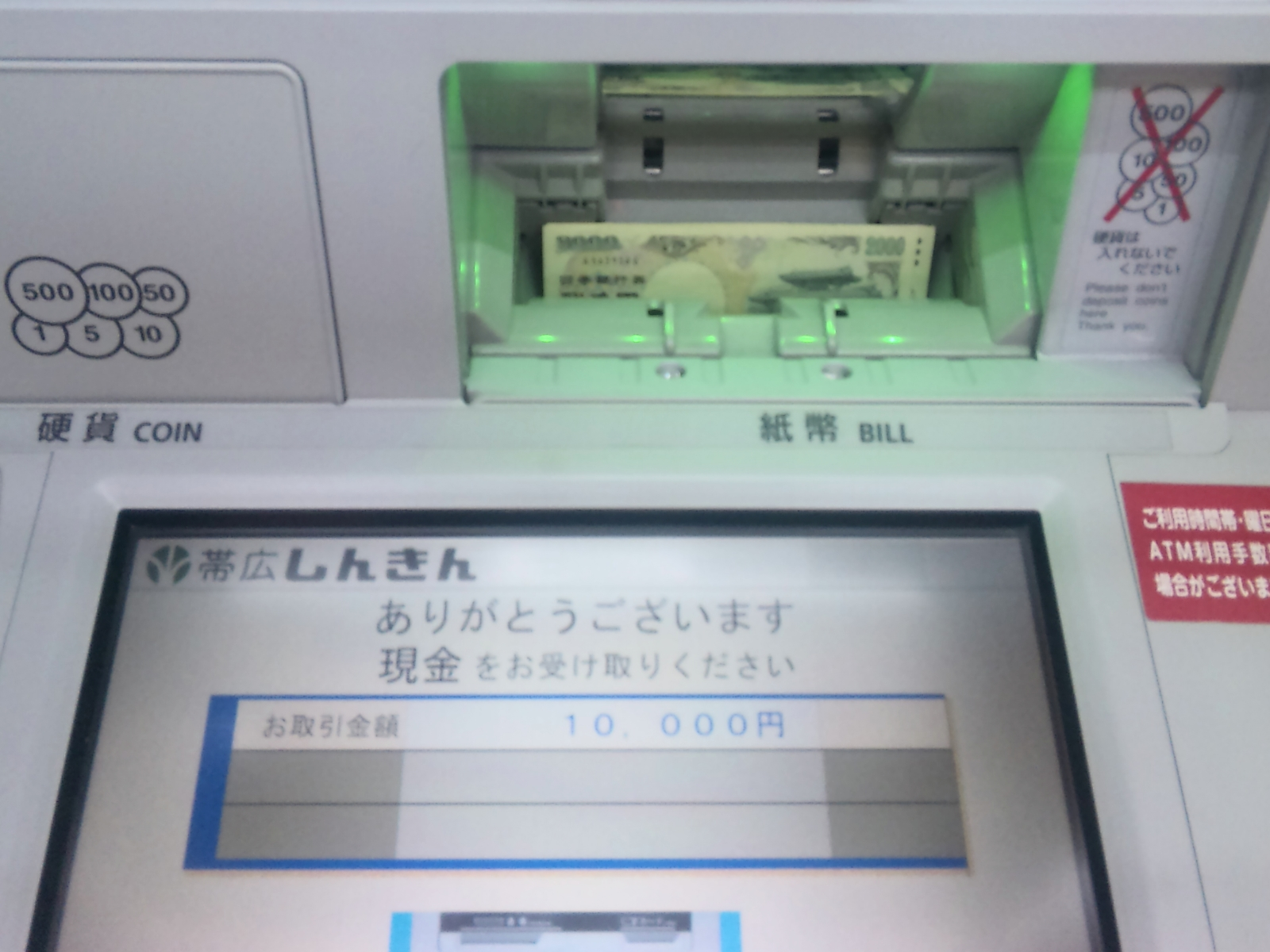
帯広信用金庫のATM。二千円札の出金は2012年8月をもって廃止した。

おびしんが設置したATMでの当金庫キャッシュカードを利用しての入金については時間外手数料を取っていない。ただし、他金融機関との共同ATMについては対象外となる。
また、入金ネットにも参加している。
セブン銀行・新銀行東京・イオン銀行・ビューアルッテと利用提携を結んでいる。

## totoの払い戻し店
スポーツ振興くじ（toto）当選券の払い戻し店は以下の店舗のみ。
- 本店
- 中央支店
- 柏林台支店
- 木野支店
- 札内支店

## 事件
2007年、同姓同名異人の預金データを誤って統合したことに伴い、情報漏洩及びこれに気付かなかった預金者が預金引出を行う事件が発生した。